# Leichtathletik-Weltmeisterschaften 2013/Teilnehmer (Thailand)
| Gelbes Symbol für Goldmedaillen mit stilisierten Olympischen Ringen | Graues Symbol für Silbermedaillen mit stilisierten Olympischen Ringen | Braundes Symbol für Bronzemedaillen mit stilisierten Olympischen Ringen |
| ------------------------------------------------------------------- | --------------------------------------------------------------------- | ----------------------------------------------------------------------- |
| —                                                                   | —                                                                     | —                                                                       |

Der Leichtathletik-Verband Thailands stellte zwei Teilnehmer bei den Leichtathletik-Weltmeisterschaften 2013 in der russischen Hauptstadt Moskau.

## Ergebnisse

### Männer

#### Laufdisziplinen
| Athlet          | Disziplin    | Vorlauf | Vorlauf | Halbfinale         | Halbfinale         | Finale             | Finale             |
| Athlet          | Disziplin    | Zeit    | Platz   | Zeit               | Platz              | Zeit               | Platz              |
| --------------- | ------------ | ------- | ------- | ------------------ | ------------------ | ------------------ | ------------------ |
| Jamras Rittidet | 110 m Hürden | 14,71 s | 13      | nicht qualifiziert | nicht qualifiziert | nicht qualifiziert | nicht qualifiziert |

### Frauen

#### Siebenkampf
| Athletin        | Disziplin | 100 m Hürden | Hochsprung | Kugelstoßen | 200 m      | Weitsprung | Speerwurf  | 800 m       | Punkte | Platz |
| --------------- | --------- | ------------ | ---------- | ----------- | ---------- | ---------- | ---------- | ----------- | ------ | ----- |
| Wassana Winatho | Ergebnis  | 13,88 s SB   | 1,68 m     | 11,86 m     | 24,94 m SB | 5,76 m     | 41,74 m PB | 2:19,97 min | 5671   | 29    |
| Wassana Winatho | Punkte    | 995          | 830        | 652         | 892        | 777        | 701        | 824         | 5671   | 29    |